# Germain Pilon

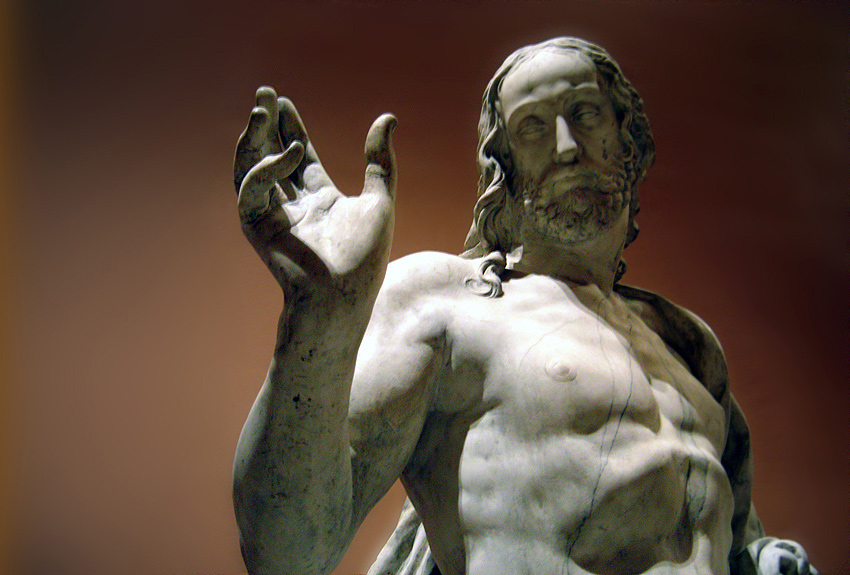
Die Auferstehung Christi (Detailansicht), Louvre

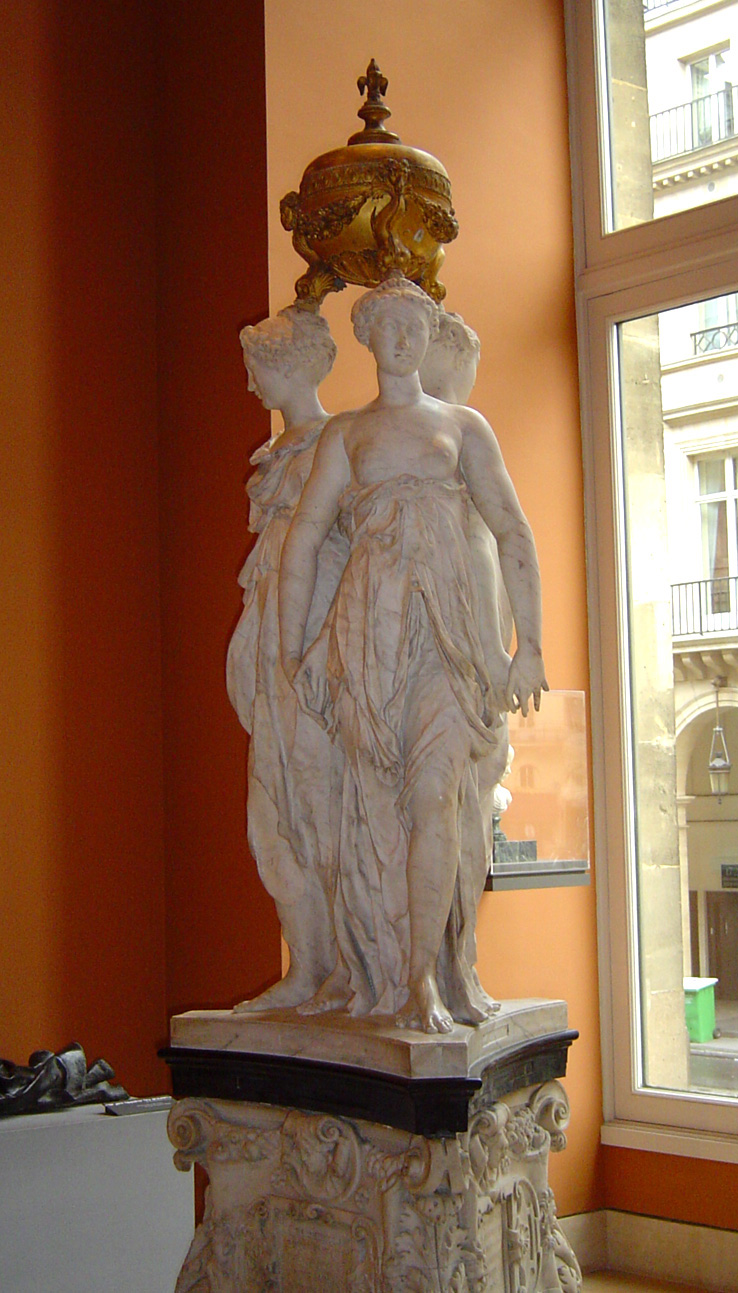
Grabmonument für das Herz Heinrichs II. von Frankreich, Louvre.

Germain Pilon (* um 1537 in Paris; † 3. Februar 1590 ebenda) war ein französischer Bildhauer der Renaissance.

## Leben und Werk

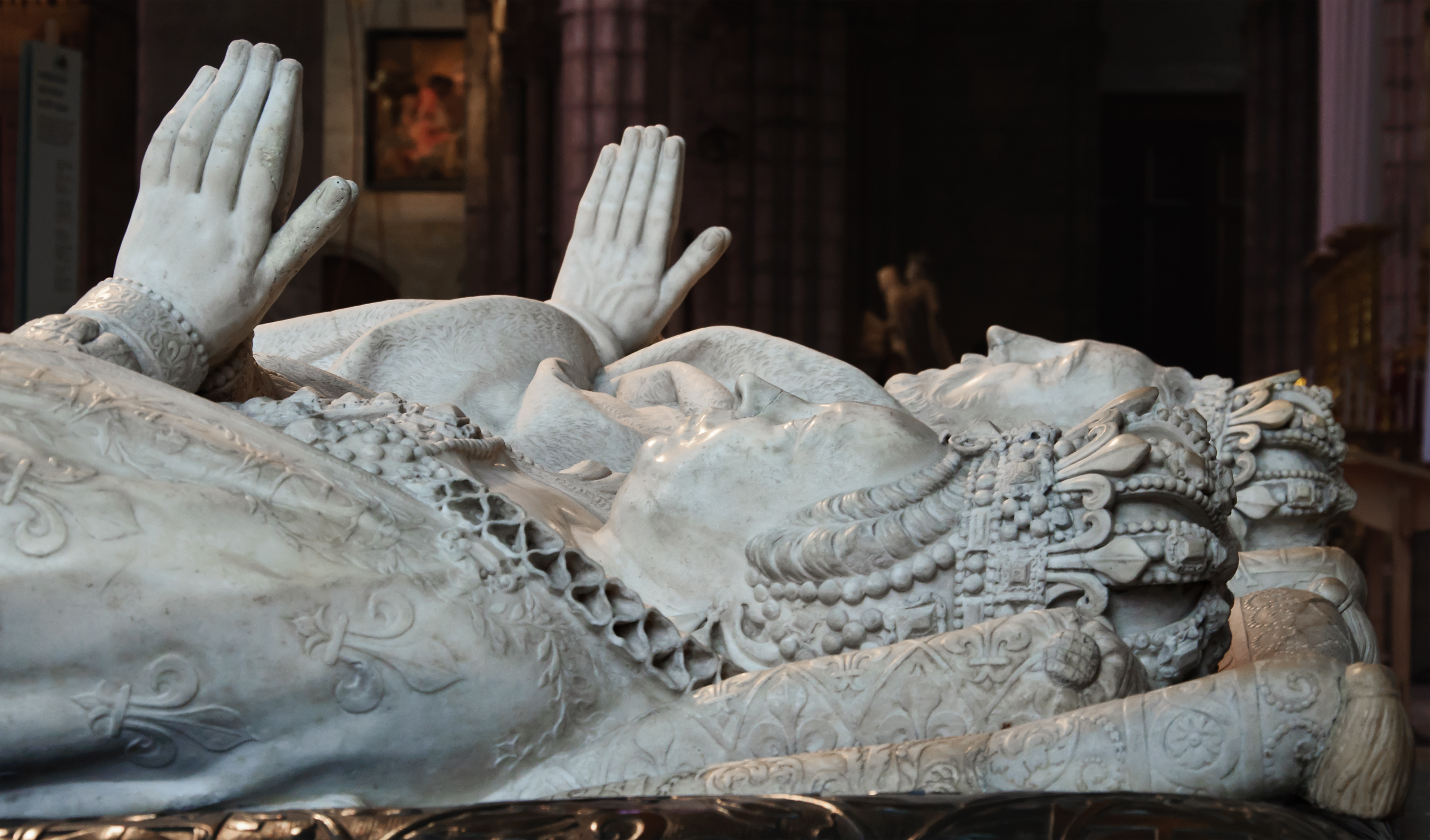
Germain Pilon, Grab König Heinrichs II. und Katharina von Medici (1583)

Pilon wuchs in Paris auf, wo er von seinem Vater, dem Bildhauer André Pilon, sowie vermutlich von Pierre Bontemps ausgebildet wurde. Er entwickelte sich zu einem Experten im Umgang mit Marmor, Bronze, Holz und Terrakotta und fertigte etwa ab 1555 Modelle für die Pariser Goldschmiede an. Ab 1558 bis zu seinem Tod schuf er zahlreiche Arbeiten für das französische Königshaus. Viele seiner Werke stellen Grabdenkmale dar, darunter befinden sich auch die Monumente für König Franz I., Heinrich II. und Katharina von Medici in der Kathedrale von Saint-Denis. Seine Arbeit für das Königshaus machte Pilon auch bald zu einem beliebten Bildhauer für die französische Aristokratie. Seine Skulpturen zeigen deutlich den Einfluss der Schule von Fontainebleau sowie von Michelangelo und dem italienischen Manierismus. Pilon galt als der Lieblingsbildhauer Katharinas von Medici. Die meisten seiner Werke befinden sich heute im Louvre in Paris.   

## Werke

### Louvre
- Grabmonument für das Herz Heinrichs II., Marmor, 1561–1562
- Ornamentale Arbeiten für die Valois-Kapelle in Saint-Denis (begonnen 1562), darunter Die Auferstehung Christi, Marmor, 1583–1585, und Pietà, Terrakotta, 1583–1585
- Grabmal von Valentine Balbiani, Marmor, 1572
- Medaillon von Katharina von Medici, Bronze, 1575
- Grabmal von Kardinal René de Birague, Bronze, nach 1583
- Christus im Olivenhain, Sankt Paul und Melchisedech, Marmor, um 1582

### Andernorts in Paris und Umgebung
- Pietà, Marmor, 1583–1585, St-Paul-St-Louis
- Sankt Franziskus in Ekstase, Marmor, 1583–1585, St-Jean-St-François
- Maskarone am Pont Neuf
- Verschiedenes im Musée national de la Renaissance im Schloss Écouen

### Großbritannien
- Büste von König Karl IX., Bronze, um 1574, Wallace Collection, London